# Королёв, Алексей Иванович (правовед)
Алексе́й Ива́нович Королёв (5 мая 1923 года, Петроград — 8 апреля 2007 года, Санкт-Петербург) — советский и российский правовед, доктор юридических наук, профессор кафедры теории и истории государства и права СПбГУ.

## Биография
Алексей Иванович Королёв родился 5 мая 1923 года в Петрограде.
- 1941 год — ушёл добровольцем на фронт.
  - Трижды ранен;
    - дважды — тяжело.
- сентябрь 1942 года — командир минометной роты 7-го гвардейского полка, Алексей Королёв был награждён орденом Красной Звезды; выдержка из его наградного листа: «10.7.42 г. в боях под дер. Николаевка тов. Королев проявил себя храбрым и мужественным командиром. Под артиллерийским и минометным огнем противника выдвинул роту в боевые порядки пехоты и уничтожил огнем минометов два станковых пулемета, которые мешали продвижению нашей пехоты. В бою за высоту 211,2 с открытых огневых позиций расстреливал пехоту противника, движущуюся за танками, огнем минометов уничтожено 70 солдат и офицеров. Тов. Королёв своей храбростью воспитывает бойцов на новые подвиги в будущих боях».
  - Демобилизован в 1944 году в звании капитана.

…поступил на юридический факультет университета. Стал аспирантом после его окончания. Защитил кандидатскую, а позже и докторскую диссертации. Сначала доцентом, а потом профессором многие годы возглавлял свой факультет и заведовал кафедрой на нём. Принимал активное участие в общественной жизни университета — член учёного совета, член партийного комитета университета. Издавал свои научные труды.
- 1949 год — окончил с отличием юридический факультет;
  - в том же году оставлен в аспирантуре на кафедре земельного и колхозного права;
  - под руководством профессора Л. И. Дембо занимался проблемами колхозного (кооперативного) права.
- Май 1952 года — защитил кандидатскую диссертацию; тема: «Правовой статус должностных лиц в колхозах».
- Профессор кафедры теории и истории государства и права.
- 1961—1963 — Декан юридического факультета.
- 1973—1988 — заведующий кафедрой теории и истории государства и права ЛГУ.
- 1982—1993 — Декан юридического факультета.

Алексей Иванович скончался 8 апреля 2007 года; похоронен на Никольском кладбище Александро-Невской лавры.

## Научная и общественная деятельность
Алексей Иванович Королёв подготовил более 50 специалистов как из России, так и стран Ближнего и Дальнего зарубежья, которые защитили под его руководством кандидатские и докторские диссертации.
- Среди его учеников — нынешние преподаватели кафедры истории и теории государства и права СПбГУ, преподаватели и сотрудники других вузов и академических учреждений России,
  - в том числе заслуженный юрист РФ профессор Л. И. Антонова, ныне — заведующая кафедрой в Северо-Западном филиале Академии государственной службы и народного хозяйства при Президенте РФ.

### Труды
Профессор А. И. Королёв неоднократно руководил работой больших коллективов и редактировал коллективные монографии, в частности:
- 1983 — «Применение права: вопросы истории, теории и практики»,
- 1984 — «Государственное управление и право: История и современность»,
- 1985 — «Конституция СССР и критика буржуазного конституционализма»,
- 1988 — «Историческое и логическое в познании государства и права»,
- 1990 — «Рождение французской буржуазной политико-правовой системы: К 200-летию Великой французской буржуазной революции».

### Общественная деятельность
На протяжении многих лет Алексей Иванович был депутатом Ленсовета (18-20 созывов). Он бессменно возглавлял там постоянную комиссию по социалистической законности и охране общественного порядка.
- 1957 год — Алексей Иванович стал одним из организаторов общесоюзного научно-теоретического журнала «Правоведение»;
  - 1960—1963 гг. — работал в составе его редколлегии.

## Награды
- Орден Красной Звезды,
- Орден Отечественной войны,
- 1981 — Орден  Октябрьской революции,
- Медали:
  - 1961 — «За трудовое отличие»,
  - юбилейные медали.
- 1994 — действительный член Академии гуманитарных наук,
- 1999 — Заслуженный работник высшей школы Российской Федерации.
- 2001 — лауреат премии «Фемида».